# Muhammad Júnus
Muhammad Júnus (bengálsky মুহাম্মদ ইউনুস; * 28. června 1940 Čattagrám) je bangladéšský ekonom a bankéř. Proslavil se velmi úspěšným konceptem mikroúvěru (poskytování drobných půjček chudým podnikatelům, kteří jsou málo kredibilní na to, aby získali úvěr od tradiční banky). Jedná se také o zakladatele Grameen Bank. Roku 2006 obdržel spolu s touto bankou Nobelovu cenu za mír. V roce 2011 však z banky musel na příkaz bangladéšské vlády nedobrovolně odejít.
Získal celou řadu mezinárodních ocenění, včetně ITU World Information Society Award, Ramon Magsaysay Award, The World Food Prize a The Sydney Peace Prize. Je autorem autobiografie Bankéř chudým (Banker to the Poor) a zakladatelem organizace Grameen Foundation.

## Rodina a dětství
Narodil se v roce 1940 ve vesnici Bathua v oblasti Čattagrám v Bangladéši. Jeho otec se jmenuje Hazi Dula Mia Shoudagar a matka Sufia Khatun. Rané dětství strávil na vesnici. V roce 1944 se rodina přestěhovala do Čattagrámu, kde měl otec klenotnictví.
Studoval na Vanderbilt University, kde se setkal a později i oženil s dcerou ruské imigrantky Verou Forostenko (její rodina imigrovala do New Jersey v USA); Vera studovala na VU ruskou literaturu. Manželství s Verou skončilo několik měsíců po narození jejich dcerky Monicy Yunus. Vera cítila, že Bangladéš není dobré místo pro výchovu dítěte, a proto se vrátila do New Jersey. Yunus se později oženil s Afrozi Yunus (profesorkou fyziky na Jahangirnagar University v Bangladéši), se kterou má dceru Dinu.
Jeho bratři jsou rovněž akademici; bratr Muhammad Ibrahim je profesor fyziky na Dhaka University a také je zakladatel Centra pro masové vzdělávání v oblasti přírodních věd (CMES), které šíří vzdělání zejména k mladým venkovských dívkám. Mladší bratr Muhammad Jahangir je populární televizní zpravodaj.

## Vzdělání a počáteční kariéra
Nejdříve chodil do vesnické školy; poté, co se rodina přestěhovala do Čattagrámu, jej rodiče zapsali do Lamabazarské základní školy. Později studoval na Chittagong Collegiate School; na konci středoškolského studia skládal abiturientskou zkoušku, při níž se umístil 16. z 39 000 studentů ve Východním Pákistánu. Během studia se zapojoval do skautského oddílu, v roce 1952 navštívil západní Pákistán a Indii. V r. 1955 se zúčastnil Světového sjezdu skautů v Kanadě jako zástupce pákistánského území. Na cestě zpět projel celou Evropou a Asií. Na Chittagongské škole se zapojoval i do kulturních aktivit – získal například ocenění za hraní v divadle.
V roce 1957 se zapsal na Katedru ekonomie na Dhaka University; titul B.A. získal v roce 1960 a M.A. v roce 1961. Po ukončení studia pracoval na Úřadě pro hospodářství jako výzkumný asistent profesorů Nurul Islam a Rehman Sobhan. V r. 1961 začal přednášet ekonomii na Chittagong College. V roce 1969 získal titul Ph.D. na Vanderbilt University ve Spojených státech (na doktorské studium získal stipendium z Fullbrightovy nadace). V letech 1969 – 1972 působil jako asistující profesor ekonomie na Middle Tennessee State University. Později odjel zpět do Bangladéše, kde působil na Chittagong University.
Poprvé se začal zajímat o boj s chudobou během období hladomoru v Bangladéši v roce 1974, když zjistil, jak moc mohou chudým lidem pomoci i velmi drobné půjčky. První půjčku v hodnotě 27 USD poskytnul z vlastních prostředků ženám z vesnice Jobra (nedaleko Chittagong University), které se zabývaly výrobou bambusového nábytku. Dříve na nákup bambusu využívaly půjček od lichvářů, jenže jakmile zboží prodaly, musely lichvářům vrátit i obrovský úrok – čistý zisk mnohdy byl jen 0,5 táka (0,02 USD), což bylo pro zaopatření jejich rodin naprosto nedostatečné. Tradiční banky neměly zájem o poskytování drobných a navíc rizikových úvěrů chudým za rozumnější úrokové sazby.

## Yunus a boj za liberalizaci
V roce 1970 pobýval v USA, kde přednášel na Middle Tennessee State University. V roce 1971 probíhal v Bangladéši boj o liberalizaci, jehož stoupence Yunus aktivně podporoval spolu s dalšími Bangladéšany, kteří žili ve Spojených státech.

## Založení Grameen Bank
V roce 1976 založil Grameen Bank (Grameen znamená „venkovská“), která měla poskytovat úvěry chudým Bangladéšanům (celkový objem úvěrů přesáhl 6 miliard USD a čerpalo je asi 7 milionů dlužníků). Aby bylo zajištěno splácení, banka vytvořila systém „vzájemně solidárních skupin dlužníků“. Jde o drobné neformální skupiny, většinu členů tvoří ženy. Tyto skupiny se týdně scházejí za účelem sjednání obchodu se zástupci banky a vzájemně podporují své úsilí v oblasti ekonomické prosperity.
S postupujícím růstem celého systému Grameen Bank vyvinula další typy úvěrů, zejm. na bydlení, rybolov, zavlažovací systémy, rizikovější (spekulativní) kapitál, textilní výrobu a další aktivity.
Úspěch Grameen Bank inspiroval mnoho programů v rozvojovém světě, dokonce i vyspělé země jako jsou Spojené státy. Mikrofinanční model Grameen Bank se uplatnil v dalších 23 zemích.
Téměř všechny tyto programy jsou zaměřeny na poskytování úvěrů ženám, u nich je totiž vyšší pravděpodobnost, že úvěr splatí, a že získané prostředky vynaloží pro potřeby celé rodiny; ženy jsou navíc chudobou postiženy častěji než muži.

## Nucený odchod z čela banky
V únoru 2011 bangladéšský kabinet nařídil Yunusovi, aby z vedení banky odstoupil. Údajným důvodem bylo překročení věku 70 let, čímž Yunus o deset let překročil maximální stanovené stáří pro výkon řídící funkce pro člena výkonného orgánu společnosti se státní účastí (v Grameen Bank přitom dosahuje jen 3,5 procenta).
Yunus napadl rozhodnutí u vrchního soudu v Dháce. Tribunál však v březnu téhož roku jeho stížnost zamítl. Yunus se proti verdiktu odvolal k nejvyššímu soudu, ale ani u něj neuspěl. Soud tak potvrdil názor vlády vedené premiérkou Šajch Hasínou Vadžídovou, která již v roce 2010 Grameen Bank i jiné poskytovatele mikroúvěrů kritizovala za vysoké úroky a za to, že z chudých příjemců půjček „sají krev“.

## Nobelova cena za mír
Muhammad Yunus a jeho projekt Grameen Bank získali v roce 2006 Nobelovu cenu za úsilí stimulovat ekonomický a sociální růst.

## Další ocenění
Získal celou řadu mezinárodních cen, mezi něž patří např.:
- 1978 – Cena prezidenta, Bangladéš
- 1984 – Ramon Magsaysay Award, Filipíny
- 1985 – Bangladesh Bank Award, Bangladéš
- 1987 – Shwadhinota Dibosh Puroshkar (Independence Day Award), Bangladéš
- 1989 – Aga Khan Award for Architecture, Švýcarsko
- 1993 – CARE Humanitarian Award
- 1994 – The World Food Prize
- 1995 – The Max Schmidheiny Freedom Prize
- 1996 – UNESCO Simón Bolívar Prize
- 1997 – Získal cenu od Strømme Foundation, Norsko
- 1998 – Prince of Asturias Award
- 1998 – Sydney Peace Prize
- 1998 – Cena Indiry Gándhíové
- 2001 – Jmenován členem Ashoka Global Academy
- 2004 – Získal cenu od magazínu The Economist za sociální a ekonomický přínos
- 2006 – Cena Matky Terezy, založená společnostmi Mother Teresa International a Millennium Award, Committee (MTIMAC), Kalkata, Indie
- 2006 – „Freedom from want“ Award, Roosevelt Study Centre
- 2006 – Získal 8. Seoul Peace Prize
- 2006 – Nobelova cena za mír (společně s projektem Grameen Bank)
- 2008 –  komtur Národního řádu Beninu – 20. února 2008 – udělil prezident Yayi Boni[3][4]
- 2009 –  Prezidentská medaile svobody
- 2010 –  rytíř velkokříže Řádu zásluh o Italskou republiku[5]
- 2010 –  Zlatá medaile Kongresu
- člen II. třídy Řádu krále Abd al-Azíze

a dalších 47 cen (celkem získal 62 ocenění). Kromě toho byl Yunus oceněn 27 čestnými doktoráty a 15 zvláštními cenami. Na webových stránkách Grameen Bank lze všechny úspěchy prof. Yunuse najít.
Jeden z propagátorů toho, aby Yunus získal Nobelovu cenu, byl i bývalý prezident USA Bill Clinton, který svou podporu vyjádřil v časopise Rolling Stone a také ve své autobiografii My Life. Při své přednášce na Kalifornské univerzitě v Berkeley v r. 2002 Clinton popsal Yunuse jako „muže, který měl Nobelovu cenu dostat již dávno a stále čekám, kdy mu ji konečně dají“.

## Politická aktivita

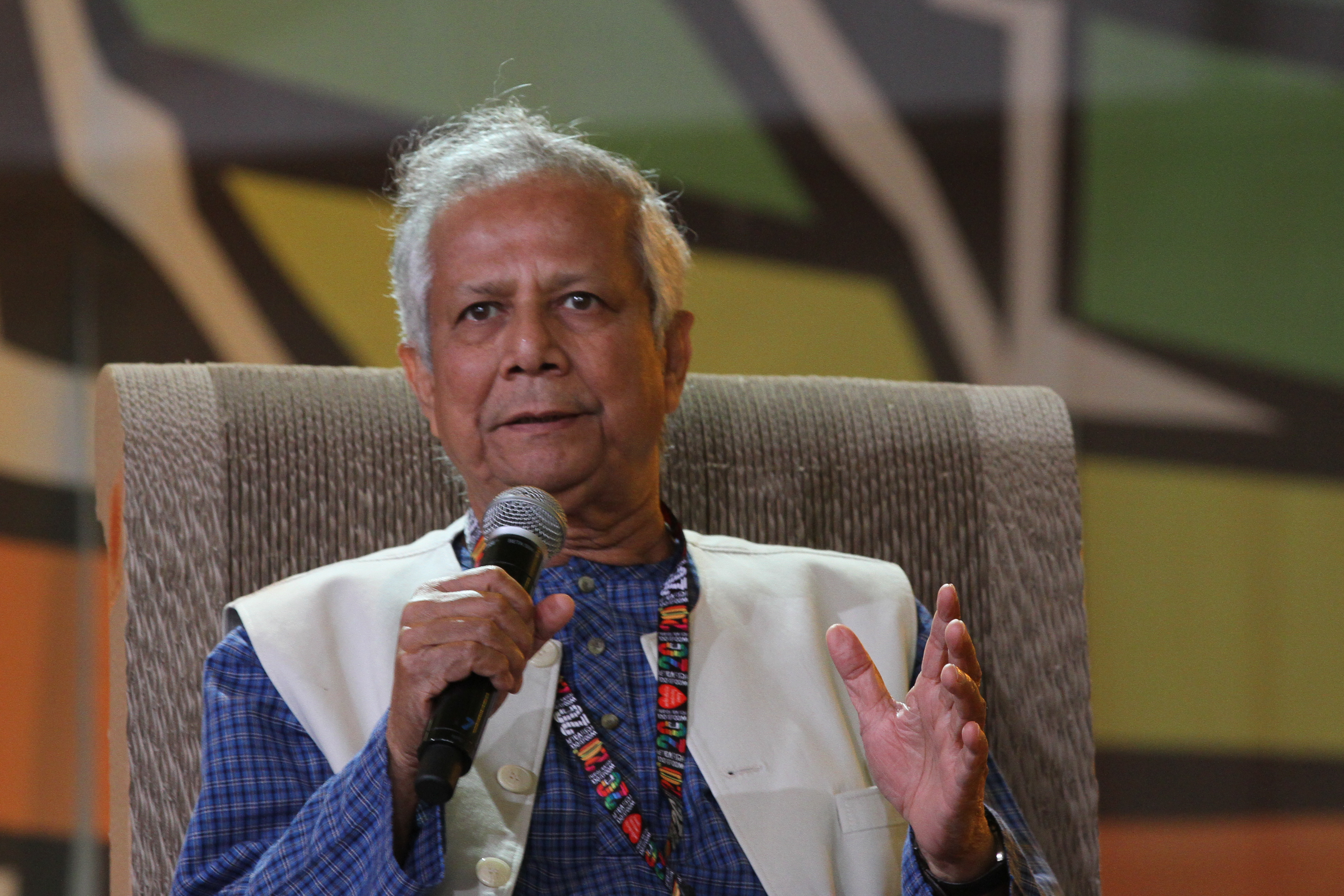
Przystanek Woodstock 2014

Rozhodl se vstoupit do politiky na konci roku 2006. 11. února 2007 se pokusil vzbudit zájem mezi Bangladéšany žijícími jak v zahraničí tak doma, proto napsal otevřený dopis, který byl uveřejněn v bangladéšském deníku Daily Star. V tomto dopise žádal obyvatele, aby sami zhodnotili jeho záměr založit politickou stranu, získat politickou důvěru, přispět k vytvoření kvalitní vlády a vybudovat nový Bangladéš. Domníval se, že současné politické klima spíše ničí potenciál země a je třeba přijít z výraznou změnou. Zřejmě ale nebude možné přivést národ na takovou úroveň, jakou si zaslouží. V dopise na každého občana apeluje, aby mu přehledně sdělil, jaké úkoly by měl jako politik splnit a jak k tomu může občan sám přispět.
18. února 2007 zveřejnil svůj záměr vytvořit novou politickou stranu Občanská síla (Nagorik Shakti). Strana se měla zcela odlišovat od stávajících – být zcela demokratická. Jeho přáním bylo, aby měl do následujících voleb kandidáty na všech 300 křesel v parlamentu. To se mu však nepodařilo, a proto o rok později od tohoto plánu upustil.